# Alchemilla erythropoda
Alchemilla erythropoda  eller rödskaftig daggkåpa är en rosväxtart som beskrevs av Sergei Vasilievich Juzepczuk. Alchemilla erythropoda ingår i släktet daggkåpor, och familjen rosväxter. Inga underarter finns listade i Catalogue of Life.